# Sede titolare di Draso
Draso (in latino: Drasensis) è una sede titolare soppressa della Chiesa cattolica.

## Storia
Gli Annuari Pontifici e i volumi dell'Annuaire Pontifical Catholique identificano questa sede con Draso nell'Arabia Petrea. Eubel completa l'informazione aggiungendo che si tratta della provincia romana dell'Arabia e che la sede era suffraganea dell'arcidiocesi di Bosra; tuttavia l'unica Notitia Episcopatuum esistente del patriarcato di Antiochia non menziona Draso tra le suffraganee di Bosra.
La sede titolare è stata soppressa con un decreto di Propaganda Fide nel 1894.

## Cronotassi dei vescovi titolari
- Pedro Morcillo Rubio de Suñón † (14 febbraio 1724 - 17 dicembre 1731 nominato vescovo di Panama)
- Marcin Załuski † (7 maggio 1732 - 12 novembre 1763 dimesso)
- Jan Dembowski † (11 settembre 1775 - 16 ottobre 1798 succeduto vescovo di Kam"janec'-Podil's'kyj)
- Giovanni Antonio de Ricci † (20 luglio 1801 - 27 luglio 1818 deceduto)
- Peter Richard Kenrick † (30 aprile 1841 - 25 settembre 1843 succeduto vescovo di Saint Louis)
- Francis Xavier Norbert Blanchet † (7 maggio 1844 - 24 luglio 1846 nominato vescovo di Oregon City)
- Beato Pio Alberto del Corona, O.P. † (21 dicembre 1874 - 2 febbraio 1897 succeduto vescovo di San Miniato)